# Кыргызская национальная консерватория имени К. Молдобасанова
Кыргызская Национальная консерватория им. К. Молдобасанова — высшее музыкальное учебное заведение в Бишкеке, Кыргызская Республика.

## История
Кыргызская Национальная консерватория создана Указом Президента Кыргызской Республики от 23 июля 1993 г.
В 1998 г. консерватория стала первым высшим учебным заведением в стране, получившим статус Национального ВУЗа.
В 2012 году ей присвоено имя композитора и дирижера, народного артиста СССР Калыя Молдобасанова. В 2012 году в консерватории проведен полный капитальный ремонт и техническое переоборудование всех подразделений, открыты обновленные Большой концертный зал и Малый камерный зал, музей КНК, конференц-зал, хореографический класс, расширена библиотека.
В 2013 году исполнилось 20 лет со дня основания консерватории. Инициатор создания и ректор консерватории — композитор, народный артист Кыргызской Республики, профессор Муратбек Бегалиев.

## Структура
В КНК функционируют четыре факультета и 12 кафедр, на которых идет подготовка профессиональных кадров
- пианистов,
- вокалистов (народное и академическое пение), исполнителей на кыргызских традиционных и симфонических инструментах, артистов музыкальной эстрады и джаза,
- хормейстеров,
- оперно-симфонических дирижеров,
- композиторов,
- музыковедов,
- балетмейстеров.

В соответствии с постановлением правительства Кыргызской Республики консерватория является учебным заведением, в образовательную систему которого входят средние специальные музыкальные учебные заведения:
- Кыргызское государственное музыкальное училище им. Мураталы Куренкеева
- Каракольское музыкальное училище им. Ыбрая Туманова
- Ошское музыкальное училище им. Ниязаалы
- Республиканская средняя специальная музыкальная школа-интернат им. Мукаша Абдраева.

### Музыкальные коллективы
На кадровой и репетиционной базе консерватории созданы
- Большой симфонический оркестр, который в 2011 году стал дипломантом Международного конкурса в г. Барнаул (Россия),
- Оркестр народных инструментов и Духовой оркестр Мэрии г. Бишкек,
- Студенческий симфонический оркестр.

Художественный руководитель — Народный артист Кыргызской Республики, профессор М. Бегалиев. 

Главные дирижеры соответственно — Народный артист КР, профессор Александр Георгиев, 

Народный артист КР Бакыт Тилегенов, 

Заслуженный деятель культуры КР, профессор Элис Шаршенбаев, 

Выпускник РАМ им. Гнесиных М. Осмонов. 

Руководитель ансамбля комузистов «Акак» Мэрии г. Бишкек и консерватории — Ирина Суеркулова.
В консерватории созданы также следующие коллективы:
- Лауреат международного конкурса в г. Актебе (Казахстан) хоровой коллектив (художественный руководитель — заслуженный деятель культуры КР, профессор Айнагуль Мураталиева, главный хормейстер — доцент Юлия Остапенко),
- Ансамбль скрипачей и виолончелистов, оперно-хоровая студия, участник международных фестивалей джазовая группа «Salt Peanuts», эстрадная группа и др.

Консерватория ведет большую концертно-конкурсную и фестивальную деятельность. Концерты проходят в Большом концертном зале консерватории, в Кыргызском Национальном академическом театре оперы и балета им. А. Малдыбаева, Кыргызской Национальной филармонии им. Т. Сатылганова, во Дворцах культуры областных центров, а также в учебных заведениях, воинских подразделениях, на зарубежных фестивалях и т. д.
Консерватория активно участвует в культурной жизни Кыргызстана. По инициативе консерватории в Кыргызстане с 2008 года неофициально отмечается Всемирный день музыки.

## Международная деятельность
Многогранная деятельность консерватории неотделима от её международного авторитета. Студенты и выпускники консерватории приняли участие во многих международных программах, в том числе в культурной программе Всемирной выставки ЭКСПО-2010 в Шанхае, в Международных Дельфийских играх. С участием студентов и аспирантов КНК состоялись концертные туры Молодежного симфонического оркестра СНГ по столицам стран Содружества, в Париж и Нью-Йорк, I и II Международные фестивали искусств «Звезды Шелкового пути», I и II Международные музыкальные фестивали КНК и др.
Ректор М. А. Бегалиев — член Совета ректоров консерваторий СНГ, член Президиума ISME. Консерватория сотрудничает с высшими школами музыки и другими культурными институциями в таких странах, как Россия, Австрия, Германия, Швейцария, Венгрия, Польша, Чехия, Казахстан, Таджикистан, Узбекистан, Туркменистан, Азербайджан, Армения, Турция, США, Китай, Южная Корея, Япония и др.
Углубляются творческие связи консерватории с такими международными организациями, как ТЮРКСОЙ, МФГС, ЮНЕСКО, Гёте-Институт, Международный общественный фонд «Инициатива Розы Отунбаевой» и Фонд Владимира Спивакова, дипломатические миссии в Кыргызстане.
В КНК проводят мастер-классы музыканты с мировыми именами Йо-Йо Ма, Кэтрин Вударт и Коко Йорк (США), Дмитрий Башкиров, Андрей Писарев, Сергей Словачевский, Екатерина Мечетина, Владимир Иванов, Никита Борисоглебский, Мария Сафарьянц, ансамбль солистов оркестра «Виртуозы Москвы» (Россия), Луи Склавис и Михаэль Швейзер (Франция), Уиссам Бустани (Великобритания), Мартин Штудер и Сюзанна Хаслер (Швейцария), Трио исполнителей музыки Возрождения (Франция), Талаб Саттор (Таджикистан), Айман Мусаходжаева, Габит Несипбаев (Казахстан) и многие другие.

## Научно-методическая деятельность
В консерватории сложилась музыковедческая школа, которую отличает интерес к проблемам традиционной музыки и междисциплинарному профилю исследований. Постоянным вниманием обеспечено творчество современных композиторов и исполнителей. Одним из приоритетов является поддержка молодых ученых, создана молодежная музыковедческая секция.
Консерватория инициирует республиканские научно-практические конференции, научные семинары и круглые столы, посвященные профессиональному музыкальному образованию, корифеям национальной культуры, студенческие научные чтения, посвященные Всемирному дню книг и авторского права ЮНЕСКО. Преподаватели и студенты участвуют в республиканских и международных научных форумах. Профессора консерватории — члены диссертационных советов в Кыргызстане и Казахстане.
Под эгидой консерватории издаются монографии, учебники, учебные пособия, хрестоматии, сборники статей, которые внедряются в учебный процесс, а также нотная литература для педагогического и концертного репертуара. В средствах массовой информации Кыргызстана широко освещается не только деятельность консерватории, но и музыкальная, культурная жизнь страны, её столицы Бишкека.

## Почетные профессора
Почетными профессорами консерватории являются деятели культуры и искусства, общественные и государственные деятели Кыргызстана и многих стран мира:
- Чингиз Айтматов,
- Сабира Кумушалиева,
- Асанхан Джумахматов,
- Роза Отунбаева (Кыргызстан),
- Дмитрий Башкиров,
- Вера Носина,
- Михаил Швыдкой,
- Мария Чайковская,
- Александр Соколов (Россия),
- Жания Аубакирова (Казахстан),
- Айман Мусаходжаева (Казахстан),
- Толеген Мухамеджанов (Казахстан),
- Нуржамал Усенбаева (Казахстан),
- Гаухар Мурзабекова (Казахстан),
- Габит Несипбаев (Казахстан),
- Шахимардан Абилев (Казахстан),
- Амир Тебенихин (Казахстан),
- Талабхуджа Саттор (Таджикистан),
- Йо-Йо Ма (США),
- Сюзанна Хаслер,
- Бернхард Вульф (Швейцария) и др.